# Spezia Calcio
Spezia Calcio is een Italiaanse voetbalclub uit La Spezia, Liguria.

## Geschiedenis

### Ontstaan
De club werd in 1906 opgericht als Sport Club Spezia en speelde in regionale competities tot 1929 toen de club kampioen werd in de I Divisione Girone A en naar de Serie B promoveerde. In 1933 werd de club daar vierde en degradeerde twee jaar later naar de Serie C. Spezia ging nog een keer op en neer tussen Serie B en Serie C.

### Scudetto 1943/44
In seizoen 1943/44 werd Spezia kampioen van Italië. Door de Tweede Wereldoorlog besloot de Italiaanse voetbalbond de competitie op te splitsen in regionale competities. Spezia zat in groep D met Suzzara, Fidenza, Busseto en Parma. Spezia werd groepswinnaar en had zelfs een wedstrijd minder gespeeld dan de nummer 2 Suzzara. In de tweede ronde werd de club ingedeeld bij Carpi, Modena en opnieuw Suzzara. Spezia verloor van Carpi en won 5 van de 6 wedstrijden. De volgende halte was Bologna FC, nadat Spezia 1-0 voorkwam schopten de supporters van Bologna keet waardoor de wedstrijd stil werd gelegd en Spezia een 2-0-overwinning kreeg. Door omstandigheden werd de terugwedstrijd niet gespeeld en mocht Spezia naar de finale om het Italiaanse landskampioenschap. De tegenstanders in de finale waren AC Venezia en AC Torino. Spezia speelde 1-1 gelijk tegen Venezia en won met 2-1 van Torino. Torino won met 5-2 van Venezia en Spezia mocht zich kampioen kronen. Maar door de oorlogstijd en omdat de competitie maar voor een beperkt aantal clubs was zag de Italiaanse bond dit niet als een officiële titel. In 2002 kende de bond eindelijk de titel (scudetto) toe aan de club alhoewel deze meer een decoratie is dan een officiële titel.

### Liftploeg
Na de oorlog speelde de club in de Serie B tot 1951 en onderging toen 3 degradaties op rij. In 1958 keerde Spezia terug naar de Serie C en kon daar 4 jaar standhouden. Na 4 jaar Serie D werd de club kampioen en kon nu lange tijd in de Serie C spelen. In het seizoen 1978/79 veranderde de naam van die reeks in Serie C1 en dat jaar degradeerde Spezia naar de Serie C2, keerde meteen terug en degradeerde opnieuw in 1981. Van 1986 tot 1997 speelde Spezia opnieuw in de Serie C1 en maakte enkel in 1989 kans op promotie naar Serie B.

### Vooruitgang
In 2000 werd Spezia kampioen en keerde terug naar de Serie C1 en draaide nu mee in de top en werd vicekampioen in 2002. Na enkele plaatsen in de subtop won de club de Coppa Italia Serie C (bekercompetitie voor clubs in de Serie C1 en C2). In 2005/06 werd de club kampioen en keerde na een afwezigheid van 55 jaar terug naar de Serie B.
Na enkele jaren in de derde divisie te hebben gespeeld, promoveerde het in seizoen 2012/13 weer terug naar de Serie B.
20 augustus 2020 promoveerden zij naar de Serie A. Waar zij tot en met het seizoen van 2022/23 actief waren. In dat seizoen eindigde de club als 17e, met evenveel punten als Hellas Verona. Echter verloor Spezia de play-out wedstrijd tegen Verona met 1-3. Zodoende degradeerde de club terug naar het tweede niveau.

## Naamsveranderingen
- 1906 - Opgericht als SC Spezia
- 1911 - FBC Spezia
- 1935 - AC Spezia
- 1954 - AC Spezia-Arsenal
- 1955 - FBC Spezia 1906
- 1986 - AC Spezia
- 1995 - Spezia Calcio

## Erelijst
- Landskampioen

1943/44 (decoratie)
- Coppa Italia Serie C

2005/06

## Eindklasseringen (grafisch)
- 1946 3e
n4
- 1947 3e
Serie B
- 1948 4e
Serie B
- 1949 18e
Serie B
- 1950 7e
Serie B
- 1951 17e
Serie B
- 1952 14e
Serie C
- 1953 15e
n4
- 1954 5e
n4
- 1955 6e
n4
- 1956 2e
n4
- 1957 3e
n4
- 1958 1e
n4
- 1959 3e
Serie C
- 1960 6e
Serie C
- 1961 8e
Serie C
- 1962 18e
Serie C
- 1963 3e
Serie D
- 1964 4e
Serie D
- 1965 4e
Serie D
- 1966 1e
Serie D
- 1967 3e
Serie C
- 1968 2e
Serie C
- 1969 16e
Serie C
- 1970 11e
Serie C
- 1971 9e
Serie C
- 1972 11e
Serie C
- 1973 14e
Serie C
- 1974 12e
Serie C
- 1975 12e
Serie C
- 1976 12e
Serie C
- 1977 3e
Serie C
- 1978 7e
Serie C
- 1979 17e
Serie C1
- 1980 3e
Serie C2
- 1981 17e
Serie C1
- 1982 10e
Serie C2
- 1983 16e
Serie C2
- 1984 14e
Serie C2
- 1985 13e
Serie C2
- 1986 2e
Serie C2
- 1987 12e
Serie C1
- 1988 6e
Serie C1
- 1989 3e
Serie C1
- 1990 12e
Serie C1
- 1991 6e
Serie C1
- 1992 8e
Serie C1
- 1993 15e
Serie C1
- 1994 17e
Serie C1
- 1995 8e
Serie C1
- 1996 15e
Serie C1
- 1997 18e
Serie C1
- 1998 5e
Serie C2
- 1999 5e
Serie C2
- 2000 1e
Serie C2
- 2001 5e
Serie C1
- 2002 2e
Serie C1
- 2003 6e
Serie C1
- 2004 6e
Serie C1
- 2005 7e
Serie C1
- 2006 1e
Serie C1
- 2007 19e
Serie B
- 2008 21e
Serie B
- 2009 1e
Serie D
- 2010 2e
Seconda Divisione
- 2011 6e
Prima Divisione
- 2012 1e
Prima Divisione
- 2013 13e
Serie B
- 2014 8e
Serie B
- 2015 5e
Serie B
- 2016 7e
Serie B
- 2017 8e
Serie B
- 2018 10e
Serie B
- 2019 6e
Serie B
- 2020 3e
Serie B
- 2021 15e
Serie A
- 2022 16e
Serie A
- 2023 18e
Serie A
- 2024 15e
Serie B
- 2025 3e
Serie B

- Serie A
- Serie B
- Serie C
- Prima Divisione
- Seconda Divisione
- Serie D
- n4

## Eindklasseringen
| Seizoen | Competitie                          | Niveau | Eindstand | Coppa Italia | Opmerking                                                           |
| ------- | ----------------------------------- | ------ | --------- | ------------ | ------------------------------------------------------------------- |
| 2000/01 | Serie C1 Girone A                   | III    | 5         | --           |                                                                     |
| 2001/02 | Serie C1 Girone A                   | III    | 2         | --           |                                                                     |
| 2002/03 | Serie C1 Girone A                   | III    | 6         | 4e groep 2   |                                                                     |
| 2003/04 | Serie C1 Girone A                   | III    | 6         | --           |                                                                     |
| 2004/05 | Serie C1 Girone A                   | III    | 7         | --           |                                                                     |
| 2005/06 | Serie C1 Girone A                   | III    | 1         | 1e ronde     |                                                                     |
| 2006/07 | Serie B                             | II     | 19        | 1e ronde     | winnaar play-outs > Hellas Verona: 2-1                              |
| 2007/08 | Serie B                             | II     | 21        | 1e ronde     | Failliet                                                            |
| 2008/09 | Serie D Girone A                    | V      | 1         | --           |                                                                     |
| 2009/10 | Lega Pro Seconda Divisione Girone A | IV     | 2         | 1e ronde     | winnaar promotieserie > AC Legnano: 3-2                             |
| 2010/11 | Lega Pro Prima Divisione Girone A   | III    | 6         | 1e ronde     |                                                                     |
| 2011/12 | Lega Pro Prima Divisione Girone B   | III    | 1         | 2e ronde     |                                                                     |
| 2012/13 | Serie B                             | II     | 13        | 3e ronde     |                                                                     |
| 2013/14 | Serie B                             | II     | 8         | 8e finale    | 1e ronde promotieserie                                              |
| 2014/15 | Serie B                             | II     | 5         | 3e ronde     | 1e ronde promotieserie; Ligatopscorer ex aequo Andrea Catellani: 19 |
| 2015/16 | Serie B                             | II     | 7         | kwartfinale  | halve finale promotieserie                                          |
| 2016/17 | Serie B                             | II     | 8         | 8e finale    | 1e ronde promotieserie                                              |
| 2017/18 | Serie B                             | II     | 10        | 3e ronde     |                                                                     |
| 2018/19 | Serie B                             | II     | 6         | 3e ronde     | 1e ronde promotieserie                                              |
| 2019/20 | Serie B                             | II     | 3         | 3e ronde     | winnaar promotieserie > Frosinone Calcio: 1-1                       |
| 2020/21 | Serie A                             | I      | 15        | kwartfinale  |                                                                     |
| 2021/22 | Serie A                             | I      | 16        | 2e ronde     |                                                                     |
| 2022/23 | Serie A                             | I      | 18        | 3e ronde     | verliezer play-out > Hellas Verona: 1-3                             |
| 2023/24 | Serie B                             | II     | 15        | 2e ronde     |                                                                     |
| 2024/25 | Serie B                             | II     | 3         | 1e ronde     | finalist promotieserie > US Cremonese: 0-0 (U)/2-3 (T)              |
| 2025/26 | Serie B                             | II     | .         |              |                                                                     |

## Bekende (oud-)spelers
- Massimo Agostini
- Enrico Albertosi
- Sergio Battistini
- Roberto Bordin
- Sergio Borgo
- Josip Brezovec
- Renato Buso
- Dario Čanađija
- Riccardo Carapellese
- Daniele Carnasciali
- Mario Castellazzi
- Eusebio Castigliano
- Julian Chabot
- Antonini Čulina
- Niko Datković
- Vincenzo Fiorillo
- Dorin Goian
- Davor Jozić
- Fabrizio Lorieri
- Andrea Mazzantini
- Mato Miloš
- Luca Mondini
- Stefano Okaka
- Mislav Oršić
- Goran Pandev
- Giuseppe Pillon
- Fausto Salsano
- Luciano Spalletti
- Alen Stevanović
- Cristian Zaccardo
- Jeroen Zoet